# Alessandro Longhi (Fußballspieler)
Alessandro Longhi (* 25. Juni 1989 in Desenzano del Garda, Italien) ist ein italienischer Fußballspieler.

## Karriere
Longhi begann seine Karriere bei Feralpisalò, wo er ab 2005 zum Profikader gehörte. Bis 2010 absolvierte er für FeralpiSalò 90 Spiele, in denen ihm sechs Tore gelangen. Danach spielte er für die US Triestina, wo er in einem Jahr auf 29 Einsätze und ein Tor kam. Von 2011 bis 2016 gehörte er dem Kader der US Sassuolo Calcio an, mit dem er in der Zweitligasaison 2012/13 den Aufstieg in die Serie A schaffte.
In der Saison 2016/17 spielte Longhi für die AC Pisa. Im Sommer 2017 folgte der Wechsel zu Brescia Calcio.

## Erfolge
- Italienischer Serie-B-Meister: 2012/13